# John J. Yeosock
John John Yeosock, né le 18 mars 1937 à Wilkes-Barre, en Pennsylvanie, et décédé le 15 février 2012 à Fayetteville, en Géorgie, est un lieutenant général de l'armée américaine qui commandait la troisième armée américaine lors de l'opération Desert Shield et l'opération Desert Storm.

## Biographie

### Jeunesse et formation
John J. Yeosock est né le 18 mars 1937 à Wilkes-Barre, en Pennsylvanie, et a grandi dans le canton de Plains. Il a étudié à l' académie militaire de Valley Forge où il a été major de promotion. Incapable d'entrer à West Point en raison d'une mauvaise vue, Yeosock rejoint le Corps de formation des officiers de réserve à l'université d'État de Pennsylvanie, obtenant en 1959 un bachelor en génie industriel. Il obtient ensuite une maîtrise en recherche opérationnelle et analyse des systèmes de la Naval Postgraduate School en 1969,. En tant qu'officier d'infanterie, Yeosock a servi pendant la guerre du Viêt Nam.
Au cours des années 1980, Yeosock était à la tête d'une équipe militaire américaine envoyée pour aider à moderniser la Garde nationale saoudienne.

### Commandement

Mouvements de troupes terrestres du 24 au 28 février 1991 lors de l'opération Desert Storm.

En tant que major général, Yeosock a commandé la 1ère division de cavalerie de juin 1986 à mai 1988, après avoir été commandant adjoint de la division (ADC) de la 1re division de cavalerie en tant que brigadier général pendant l'exercice Reforger en 1983. Promu lieutenant-général, il reçoit en 1989 le commandement de la Troisième armée américaine. Lorsque l'Irak a envahi le Koweït, la troisième armée est envoyée en Arabie saoudite dans le cadre du renforcement des forces de la coalition protégeant le royaume lors de l'opération Desert Shield. Pendant la phase terrestre de la guerre du Golfe, la troisième armée forme le noyau des forces effectuant le « crochet du gauche » contre l'armée irakienne.
Le 19 février 1991, il est amené vers l'Allemagne pour une intervention chirurgicale d'urgence. Son commandement est temporairement repris par le lieutenant-général Calvin Waller jusqu'à son retour en Arabie saoudite environ dix jours plus tard. Yeosock prend sa retraite de l'armée, un an plus tard, en août 1992.

### Décès
Yeosock est décédé le 15 février 2012 à Fayetteville, en Géorgie, à l'âge de 74 ans, d'un cancer du poumon et est inhumé au cimetière national d'Arlington.

### Vie privée
Yeosock a eu deux enfants avec sa femme Betta Hoffner.
Il est le beau-père du général Paul E. Funk II.

## Décorations
|  | Insigne de fantassin de combat                                  |
|  | Insigne d'identification du personnel de l'armée                |
|  | Insigne d'unité distinctive du 3e régiment de cavalerie blindée |

| Bronze oak leaf cluster     | Médaille du service distingué de l'armée avec une grappe de feuilles de chêne en bronze |
| Bronze oak leaf cluster     | Légion du mérite avec une grappe de feuilles de chêne                                   |
| V · Bronze oak leaf cluster | Médaille de l'étoile de bronze avec appareil V et une grappe de feuilles de chêne       |
|                             | Médaille du service méritoire de l'armée                                                |
|                             | Médaille d'honneur de l'armée                                                           |
| Bronze star                 | Médaille du service de la Défense nationale avec étoile de service                      |
| Bronze star · Bronze star   | Médaille du service du Vietnam avec deux étoiles de campagne                            |
|                             | Ruban de service de l'armée                                                             |
|                             | Ruban de service outre-mer avec le chiffre de récompense 2                              |
|                             | Croix de galanterie du Vietnam avec étoile de bronze                                    |
|                             | Ordre du roi Abdulaziz, 5e classe (Arabie saoudite)                                     |
|                             | Chevalier de la Légion d'Honneur (France)                                               |
|                             | Citation d'unité croisée de galanterie du Vietnam                                       |
|                             | Médaille de la campagne de la République du Vietnam                                     |